# پاناسونیک لومیکس دی‌ام‌سی-ال‌ایکس۵
پاناسونیک لومیکس دی‌ام‌سی-ال‌ایکس۵ (به انگلیسی: Panasonic Lumix DMC-LX5) یک دوربین عکاسی ساخت شرکت پاناسونیک است.